# Rudolf Jacquemien
Rudolf Jacquemien (* 16. Februar 1908 in Köln; † 20. September 1992 in Kaliningrad, Russland) war ein deutscher Schriftsteller und Journalist. Von 1932 bis zu seinem Tod lebte er in der Sowjetunion bzw. Russland. Jacquemien leistete einen bedeutenden Beitrag zur Entwicklung der Literatur und Publizistik der deutschen Minderheit in der Sowjetunion.

## Leben
Rudolf Jacquemien stammte aus einer Kölner Handwerkerfamilie, wurde früh Waise und kam in das Waisenhaus eines Klosters, wo er eine streng katholische Erziehung erhielt. Trotzdem trat er als junger Mann in die KPD ein.
1932 wanderte Jacquemien wie viele andere idealistische Kommunisten seiner Zeit in die Sowjetunion aus. 1936 wurde er sowjetischer Staatsbürger. 1939/40 kämpfte er im Krieg gegen Finnland, 1941/42 im Zweiten Weltkrieg. Er wurde dann wie fast alle Russlanddeutschen zum Arbeitseinsatz im Hinterland abkommandiert. 1946 wurde Jacquemien zu sieben Jahren Zwangsarbeit verurteilt, die er in einem sibirischen Arbeitslager verbrachte. 1954 wurde er aus der Haft entlassen, 1956 rehabilitiert und ab 1959 durfte er wieder publizieren.
1966 bis 1970 arbeitete er als Korrektor bei der deutschsprachigen Zeitung Freundschaft, die im kasachischen Zelinograd erschien. Nach Kasachstan waren 900.000 Deutsche zwangsumgesiedelt worden. Als ehemaliger Reichsdeutscher beherrschte Jacquemien die deutsche Schriftsprache besser als viele Russlanddeutsche, denen während des Krieges und in den ersten Jahren danach kein muttersprachlicher Unterricht mehr zuteilwurde. Deshalb war er seinen jungen Journalistenkollegen in allen sprachlichen Fragen ein wertvoller Helfer.
Neben seiner journalistischen Tätigkeit schrieb Rudolf Jacquemien viele Bücher der unterschiedlichsten Genres von Science fiction bis hin zu Lyrik. 1963 wurde er in den sowjetischen Schriftstellerverband aufgenommen. 1981 war er Herausgeber der ersten, drei Bände umfassenden Anthologie sowjetdeutscher Literatur.
Als Jacquemien 1970 Rentner wurde, übersiedelte er nach Kaliningrad, das ehemalige Königsberg. Offensichtlich stand er mit den sowjetischen Machthabern auf gutem Fuß, denn Russlanddeutsche durften sonst fast nie in das geschlossene Militärgebiet um die vormals preußische Stadt ziehen. Erst nach der Öffnung in den 1990er Jahren wurden bekannt, das einige Deutschstämmige trotz Zerstörungen, Flucht und Vertreibungen in ihrer Heimatstadt ausgeharrt hatten.

## Werke
- Dich sing ich, Leben! Alma-Ata 1968 (Gedichte)
- Ronak, der letzte Marsianer, Alma-Ata 1976 (Science Fiction)
- Noch glänzt mein Stern, Alma-Ata 1978 (Gedichte)
- Lesebuch, Alma-Ata 1987 (Sammlung kleinerer Arbeiten)

Als Herausgeber
- Gestern und heute. Sowjetdeutsche Erzählungen, Moskau 1972 (zusammen mit Viktor Klein)
- Anthologie der sowjetischen Literatur, Alma-Ata 1981 (zusammen mit Ernst Kontschak)